# LifeWave
LifeWave — американська компанія, заснована у 2004 році Девідом Шмідтом. Компанія продає свою власну лінійку енергетичних пластирів за допомогою бізнес-моделі багаторівневого маркетингу (MLM). Компанія має велику кількість дистриб'юторів по всьому світу, і багато з них також у Норвегії.

## Продукти
Пластирі LifeWave повинні впливати на енергетичні шляхи тіла. Теорії, що лежать в основі цього продукту, значною мірою збігаються з акупунктурою.
Так, пластирі (патчі) X39, як стверджує виробник, використовують запатентований метод фототерапії для стимуляції природної активності стволових клітин в організмі. 
Виробник стверджує, що пластирі X39 підвищують рівень пептиду міді, що начебто стимулює активність здорових стволових клітин та повертає їм "молодість та здоров'я".
Використовуючи різні типи пластирів, нібито можна протидіяти болю, проблемам зі сном та старінню. 
Датський лікар-альтернативник Карстен Вагн-Хансен кілька разів рекомендував ці пластирі. [6]
Пізніше компанія також випустила серію продуктів Matrix, метою якої є обмеження випромінювання від мобільних телефонів.

## LifeWave у Норвегії
Провідним амбасадором LifeWave була американська акторка Сюзанна Сомерс (1946-2023), відома за телесеріалом «Крок за кроком».
У Норвегії продукція продавалася через пірамідальну схему Eurosmart.
У жовтні 2014 року футбольний клуб «Волеренга» оголосив , що клуб співпрацював з LifeWave для тестування пластирів на гравцях. [ 9 ] Ця новина викликала різку реакцію як з боку Норвезького агентства з лікарських засобів, так і з боку Омбудсмена з прав споживачів , які вважали, що маркетинг може бути незаконним. [ 10 ] Через короткий час клуб оголосив про вихід зі співпраці. [ 11 ]
LifeWave не є членом Норвезької асоціації прямих продаж. [7]

## Критика
Заявлені ефекти продуктів не були доведені науковими дослідженнями , а незалежні експерти вважають LifeWave обманом. Професор Едзард Ернст з Університету Ексетера заявив у 2005 році британському журналу Metro Health, що LifeWave повністю базується на псевдонауці , і що пояснення технології, що стоїть за нею , не має жодного сенсу, а є лише спробою використати наукову термінологію, щоб приховати щось, що є чистою нісенітницею. [ 8 ] Найджел Аллан, який на той час був європейським директором компанії, також визнав, що LifeWave будувала свій маркетинг на відгуках задоволених користувачів, а не на дослідженнях.
Операції LifeWave в Європі здійснюються через компанію, зареєстровану в Ірландії. У 2015 році цю компанію оштрафували за заниження доходів перед податковими органами.